# شاشد
شاشد (به مجاری:  Sásd) یک منطقهٔ مسکونی در مجارستان است که در ناحیه هدی‌هات واقع شده‌است. شاشد ۱۴٫۸۸ کیلومتر مربع مساحت و ۳٬۰۹۴ نفر جمعیت دارد.

## خواهرخوانده
شهرهای Raaba, Pierrelaye، نفتنباخ، گمینا موگیلانه، سوپینو و Izvoru Crișului خواهرخوانده‌های شاشد هستند.